# Esercito russo di liberazione
L'Esercito russo di liberazione (in russo Русская освободительная армия?, Russkaja osvoboditel'naja armija) fu un esercito collaborazionista composto da unità russe volontarie che combatté al fianco della Germania nazista sotto l'egida del Comitato di liberazione dei popoli della Russia, un'organizzazione voluta dai tedeschi in funzione antisovietica, da non confondere con il quasi omonimo Esercito Popolare di Liberazione Russo (in seguito noto come 29. Waffen-Grenadier-Division der SS (russische Nr. 1)).

## Origini
L'Armata russa di liberazione fu organizzata nel 1941, anche se in via ufficiosa. Ne facevano parte molti prigionieri di guerra russi catturati dai tedeschi durante l'operazione Barbarossa. Nel codice militare sovietico, i propri soldati che venivano catturati dal nemico venivano considerati traditori e condannati a morte. Tale misura, forse ideata per scoraggiare le spie nemiche, si rivelò controproducente, in quanto faceva sì che i sovietici non potessero mai avere prigionieri di guerra da riscattare.

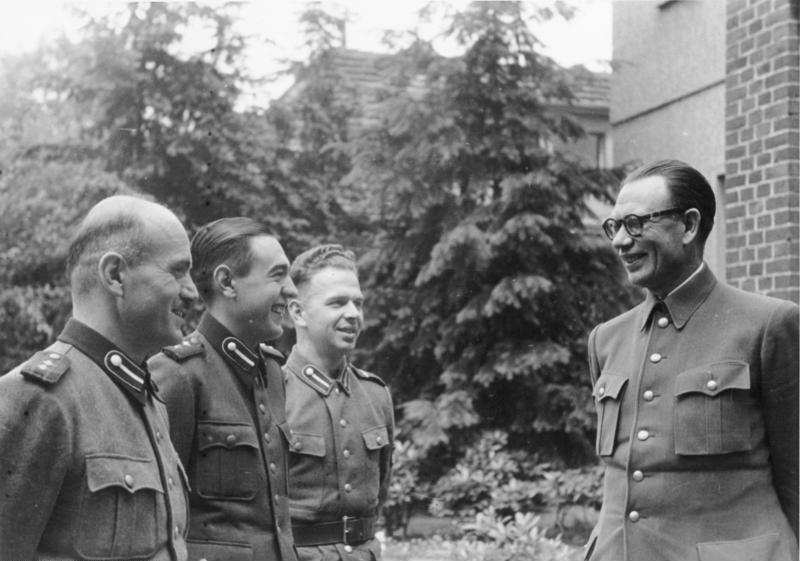
Il generale Vlasov parla con volontari russi del ROA vicino Dabendorf, autunno 1944

 Tra i più famosi "traditori" o disertori dell'Armata Rossa, vi fu il generale Andrej Andreevič Vlasov, che aveva valorosamente respinto i tedeschi nella battaglia di Mosca, pur finendo per essere catturato dalla Wehrmacht. Fu proprio a lui che venne affidato il compito di formare la cosiddetta Armata Russa di liberazione, che ebbe circa un milione di soldati arruolati, ma i combattenti furono circa 120.000 per mancanza di armi e munizioni mentre tutti gli altri furono impegnati in ruoli di servizio ausiliario nelle retrovie, anche perché la maggioranza dei generali tedeschi non si fidava di Vlasov né dei suoi luogotenenti.

## Obiettivi
L'obiettivo principale del ROA era quello di coadiuvare le armate tedesche alla vittoria della guerra, particolarmente contro l'Unione Sovietica, sulle cui ceneri il ROA avrebbe ricostruito la nuova Russia ideata da Adolf Hitler (con una parte occupata e l'altra amministrata da quella che il Führer considerava un élite russo-germanica), già ribadita nel suo Mein Kampf:
(dal Mein Kampf, pp. 331-346)

## Le battaglie
In realtà, il ROA era malvisto dagli stessi gerarchi nazionalsocialisti, che non si fidavano dei Russi, soprattutto quelli che si arruolavano come volontari. Nella primavera 1943 era stata annullata da Hitler in persona l'azione Silberstreifen che prevedeva il lancio di volantini oltre le linee sovietiche in cui veniva illustrato il progetto del generale Vlasov di costituire un nuovo esercito russo collaborante con i tedeschi. Il ROA fu utilizzato soprattutto come forza di presidio nelle zone occidentali o come supporto ad altre unità tedesche. Per gli Alleati, ovviamente, erano dei traditori che avevano scelto di stare dalla parte delle potenze dell'Asse.
La prima vera battaglia del ROA avvenne nel maggio del 1945, quando la Germania nazionalsocialista lanciò l'operazione "Apocalisse" per contrastare la rivolta di Praga (5-8 maggio). L'operazione "Apocalisse" aveva come scopo la distruzione totale di Praga e lo sterminio di tutti i suoi abitanti, in piena rivolta contro l'occupazione tedesca. I carri armati della 3ª Divisione panzer SS "Totenkopf" entrarono a Praga il 5 maggio, seguiti da quelli del ROA quindi cominciarono la distruzione sistematica degli edifici sparando sulla popolazione inerme. I soldati della ROA, ignorando gli ordini tedeschi, si rifiutarono di sparare sui civili disarmati e presero la parte di questi ultimi impedendo ai tedeschi di radere al suolo la città; poi le forze tedesche si ritirarono e questo combattimento segnò anche la fine della ROA.

## Lo scioglimento
Riusciti ad inimicarsi gli Alleati, i militari appartenenti all'Armata russa di Vlasov si divisero, ma ottennero la stessa fine: chi si consegnò ad ovest agli statunitensi fu consegnato ai sovietici, che li condannarono a morte. Chi si consegnò direttamente all'Armata Rossa sperando in un'amnistia, fu ugualmente processato e condannato a morte, chi per impiccagione, chi spedito nei gulag della Siberia.
Gli stessi Andrej Andreevič Vlasov e Sergej Bunjačenko furono giustiziati entrambi il 2 agosto 1946.

## Parziale rifondazione
Solo in seguito alcuni generali statunitensi ritennero che i russi anticomunisti fossero una risorsa per la futura lotta contro il comunismo, quindi si mobilitarono per salvarli dalle spie sovietiche e non consegnarli a Stalin, con l'aiuto della CIA, analogamente a quello che venne fatto con diversi nazisti, sia militari che con l'Operazione Paperclip.: la CIA organizzò un Comitato statunitense di liberazione dei popoli della Russia, o Comitato statunitense di liberazione dal bolscevismo, formato da ex combattenti antisovietici, aiutati per emigrare in USA e protetti dagli agenti segreti statunitensi.

## Utilizzo moderno di simboli legati
I membri del Corpo Volontario Russo, un gruppo di dissidenti russi di estrema destra che combattono con la Legione internazionale di difesa territoriale dell'Ucraina a partire dal 2022, utilizzano alcuni simboli dell'Esercito Russo di Liberazione.

## Riconoscimenti

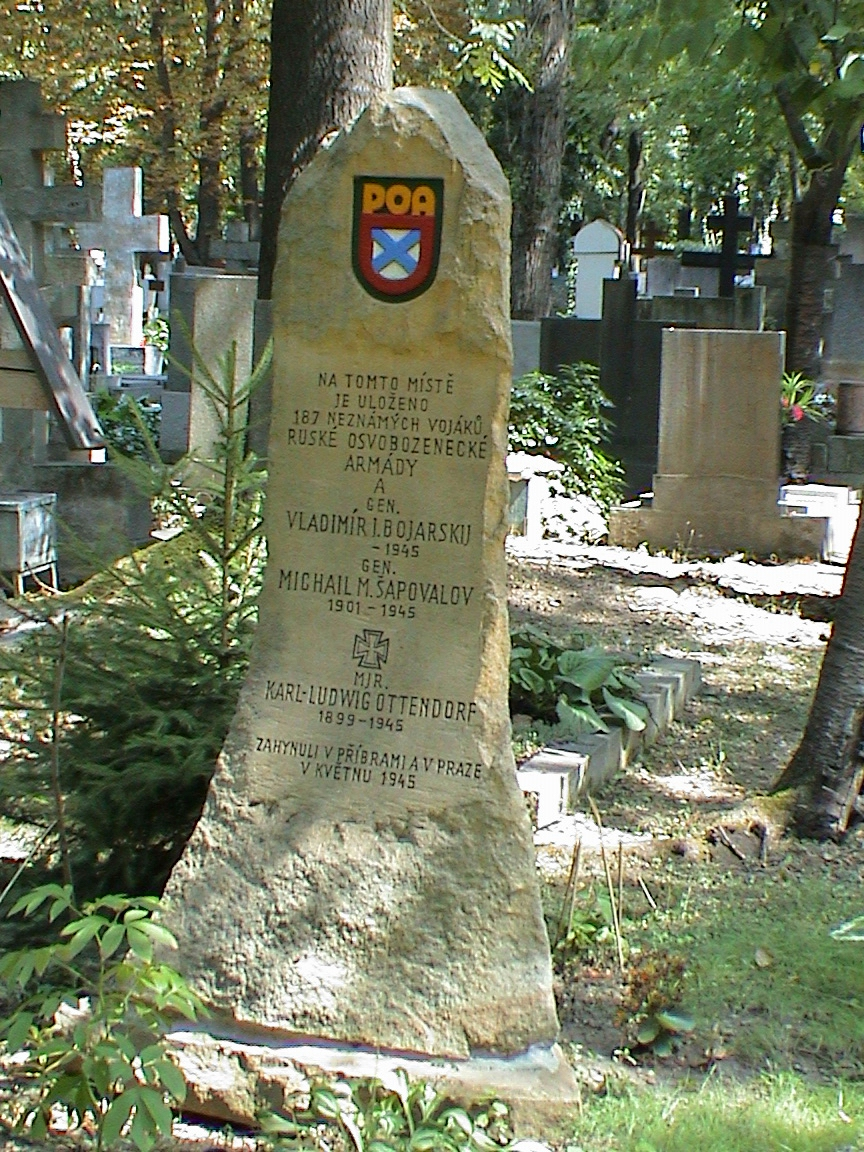
Il cimitero dei caduti del ROA nella città di Praga, come ringraziamento per averla salvata durante l'operazione "Apocalisse".

A Praga, nel cimitero del quartiere di Žižkov, vi sono le tombe dei 189 soldati del ROA morti per salvare la città dai tedeschi durante la rivolta di Praga. Il sindaco di Praga ha deciso di porre una statua di Vlasov al posto dove sorgeva una statua di generale sovietico Ivan Konev.